# Otiothops lajeado
Otiothops lajeado là một loài nhện trong họ Palpimanidae. Loài này được phát hiện ở Brasil.